# Regina Pacini
Regina Pacini (Lisboa, Portugal, 6 de gener de 1871 - Buenos Aires, Argentina, 18 de setembre de 1965) fou una soprano portuguesa, d'origen italià.

## Biografia
Filla del baríton Giuseppe Pacini (1842-1910) des de molt jove demostrà singular afició al cant i a la música en general, i eren tal la seva finesa d'oïda i memòria musical que podia repetir les melodies havia escoltat en els concerts. El seu primer mestre fou Napoleone Relanne, i en poc temps avançà molt en la seva educació artística.
Traslladada a París, allà completà la seva instrucció musical amb la professora Marquessi, i de retorn a Lisboa resolgué. no obstant l'oposició de la seva família, debutar en l'escena del teatre San Carlos, del qual havia estat director el seu pare durant molts anys. Es presentà, en efecte, per primera vegada davant el públic en aquest teatre el 1888 amb l'òpera La sonnambula, assolint un gran èxit, i fou felicitada per Adelina Patti, que havia assistit a la representació.

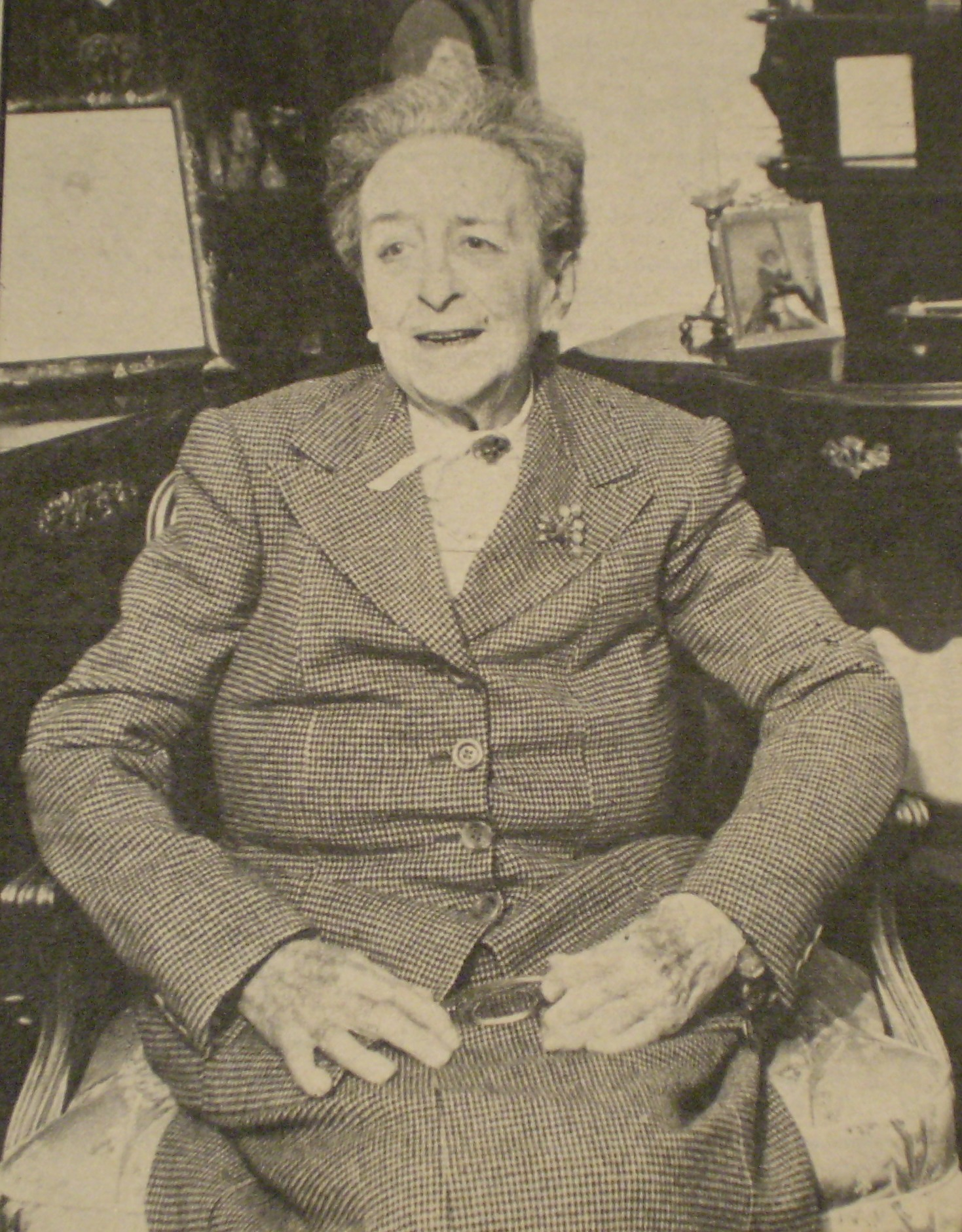
Regina Pacini va viure 94 anys

Després d'haver actuat a Lisboa durant dues temporades, cantà a Milà, Londres, Palerm i Madrid, on feu el seu debut, també amb La sonnambula, al Teatro Real el 25 de gener de 1890. Successivament cantà en diferents ciutats espanyoles, havent augmentat ja el seu repertori, i recollí molts aplaudiments, principalment en el Gran Teatre del Liceu de Barcelona, on actuà l'abril de 1893, i en l'esmentat Teatro Real de Madrid, el public del qual va poder admirar la Pacini en diferents ocasions. També va cantar a Moscou, Varsòvia i d'altres capitals europees i el 1899 la seva fama ja era tan universal, que es pot afirmar que fou l'artista predilecta del públic dels millors teatres d'Europa.
El 1907 es casà amb el Dr. Marcelo Torcuato de Alvear, que seria el president de l'Argentina entre 1922-28. I a partir d'aleshores abandonà pràcticament la seva carrera musical. En el seu paper de primera dama, el 1928 va fundar La Casa del Teatro, a Buenos Aires, una obra filantròpica destinada a alberg d'artistes jubilats amb necessitats econòmiques o d'habitatge. A més, va construir el temple de San Marcelo i el Col·legi annex. D'altra banda, una localitat de la província de Rio Negro, fundada el 1924, va ser batejada en homenatge seu, Vila Regina. Per les seves tasques de beneficència va obtenir la Gran Creu de la Legió d'Honor de França.
La Pacini sempre es considerà en certa manera espanyola (la seva mare era gallega), i parlava el castellà perfectament, havent cantat diferents vegades en aquest idioma les cèlebres carcelleres de Las hijas del Zebedeo, i diversos números de música popular en diferents teatres espanyols. Regina Pacini es va distingir sempre per la seva afinació i per l'art que matisava els seus refilets, grupetos cromàtics i pizzicatos. En el seu repertori figuraven les òperes:
- I puritani,
- Els hugonots,
- La flauta màgica,
- Les Pêcheurs de perles,
- Crispino e la comare,
- Lucia di Lammermoor,
- Il barbiere di Siviglia,
- Rigoletto;
- Hamlet,
- Don Giovanni,
- La sonnambula.